# Гоге-Звалюве
Гоге-Звалюве (нід. Hooge Zwaluwe) — село в нідерландській провінції Північний Брабант. Входить до муніципалітету Дріммелен.
Його площа становить 16,25 км², а населення станом на 2021 рік складало 1 770 осіб.
Перша згадка про населений пункт датується 1291 роком.

## Галерея

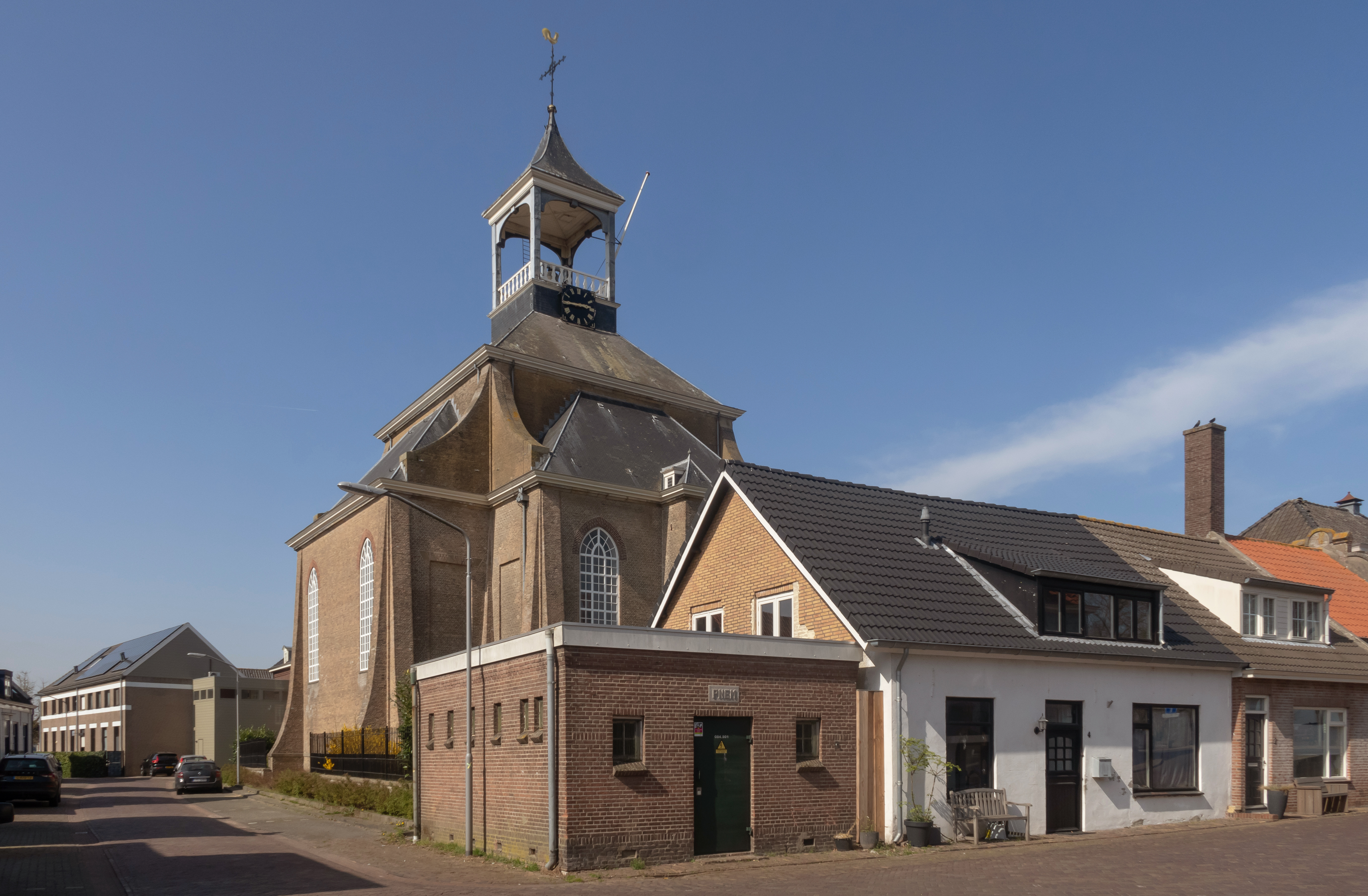
Протестантська церква
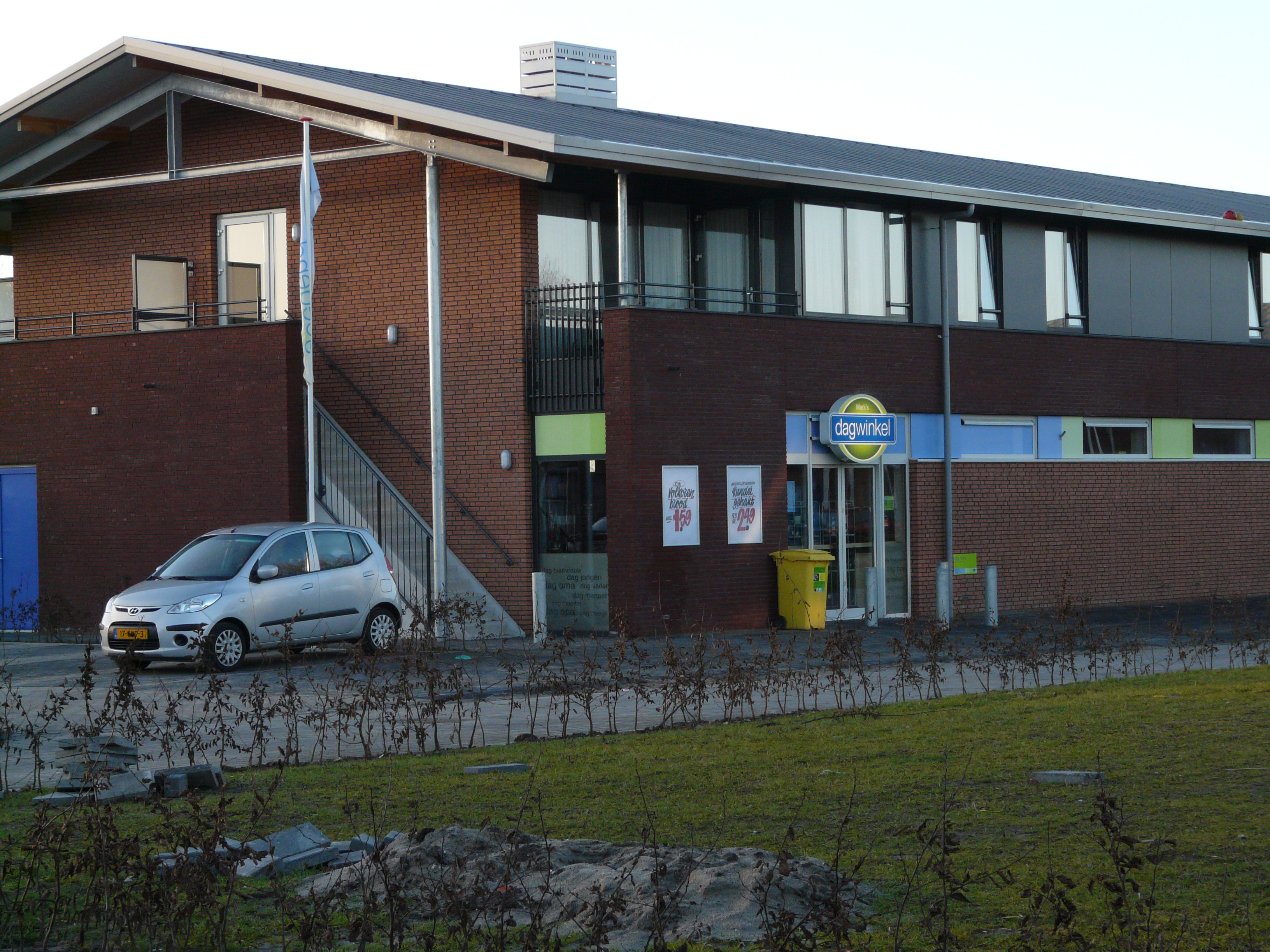
Супермаркет у селі
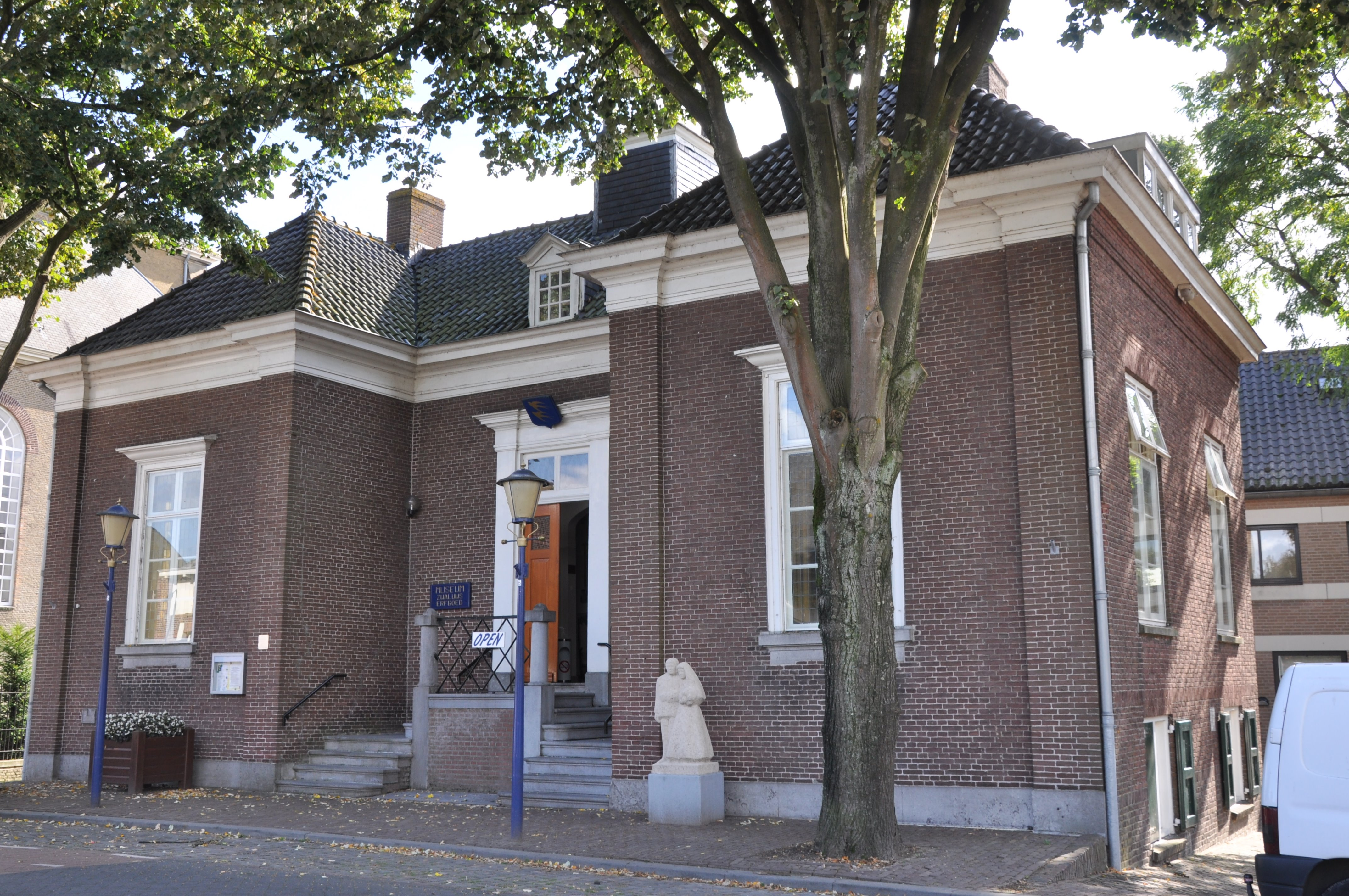
Будівля колишньої мерії
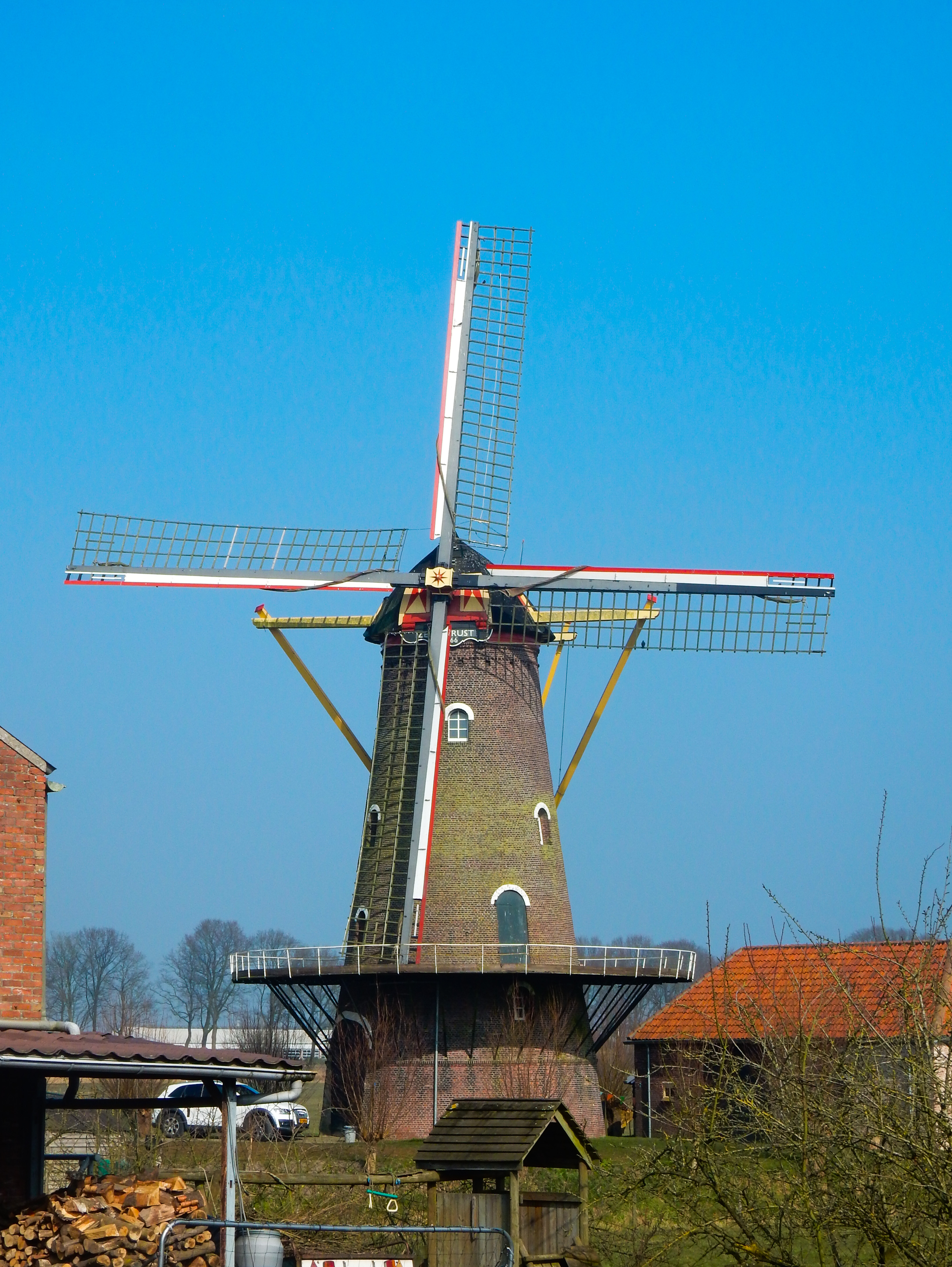
Вітряк Zeldenrust